# Please her please him
 (janvier 2013).
Si vous disposez d'ouvrages ou d'articles de référence ou si vous connaissez des sites web de qualité traitant du thème abordé ici, merci de compléter l'article en donnant les références utiles à sa vérifiabilité et en les liant à la section « Notes et références ».
Please her please him est le premier album du groupe de rock/folk Theodore, Paul & Gabriel paru en octobre 2012. Il s'agit du deuxième disque produit par le groupe pour le label Belleville Music, après l'EP The silent veil. L'album fut bien reçu par les critiques comme Les Inrockuptibles  ou Lords of Rock .
Le magazine Les Inrockuptibles les positionnent en correspondantes françaises d'Aimee Mann .

## Musiciens
- Clémence Gabriel (Gabriel): chant, claviers et guitare
- Théodora de Lilez (Théodore): basse et chant
- Pauline Thomson (Paul): guitare et chant
- Benjamin Colin : batterie
- Pierre Guimard : claviers

## Liste des titres
Tous les morceaux sont des compositions de Théodora de Lilez, Pauline Thomson et Clémence Gabriel, sauf indication contraire.
1. my home - 3:04
2. mystical melodies - 3:15
3. bad mood - 3:22
4. the silent veil - 2:40
5. chasing the sea - 3:14
6. i'm gone - 3:38
7. taxi driver - 4:17
8. slow sunday - 3:33
9. would you mind - 2:51
10. my friend - 2:20
11. winter - 4:00
12. writing songs - 3:45
13. second time - 2:55

the silent veil, chasing the sea, slow sunday, mystical melodies sont repris de l'EP The Silent Veil.

## Production
- Pierre Guimard : producteur
- David Mestre : ingénieur du son
- Antoine Gaillet: mixage
- Adrien Hurtebize: assistant-mixage